# Superfluidez

El helio-2 «fluye» a lo largo de las superficies con el fin de encontrar su propio nivel. Después de un corto periodo de tiempo, los niveles en los dos contenedores se igualan. La película de Rollin también cubre el interior del recipiente más grande. Si este no se selló, el Helio II puede fluir y escapar.

El superfluido es un estado de la materia caracterizado por la ausencia total de viscosidad (lo cual lo diferencia de una sustancia muy fluida, la cual tendría una viscosidad próxima a cero, pero no exactamente igual a cero), de manera que, en un circuito cerrado, fluiría interminablemente sin fricción. Fue descubierta en 1937 por Piotr Kapitsa, John F. Allen y Don Misener, y su estudio es llamado hidrodinámica cuántica.
Es un fenómeno físico que tiene lugar a muy bajas temperaturas, cerca del cero absoluto, límite en el que cesa toda actividad. Un inconveniente es que casi todos los elementos se congelan a esas temperaturas. Pero hay una excepción: el helio. Existen dos isótopos estables del helio, el helio-4 (que es muy común) y el helio-3 (que es raro) y se produce en la desintegración beta del tritio en reactores nucleares. También se encuentra en la superficie de la Luna, arrastrado hasta allí por el viento solar.
Los dos isótopos se comportan de modos muy diferentes, lo cual sirve para examinar los efectos de las dos estadísticas cuánticas, la estadística de Fermi-Dirac, a la que obedecen las partículas de espín semi-entero, y la estadística de Bose-Einstein, seguida por las partículas de espín entero.

## Historial de descubrimientos

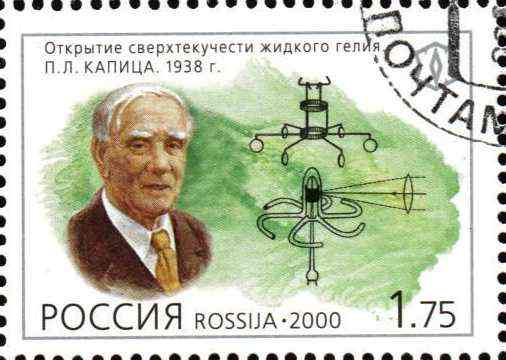
Sello ruso de la serie “Rusia. Siglo XX Science”, dedicado a Pyotr Leonidovich Kapitsa, creador de

La superfluidez del hese lio-II líquido por debajo del punto lambda (T = 2,172 K  Piotr Kapitsa (Premio Nobel de Física de 1978) y en 1937 por John Allen y Don Misener. Ya antes de eso, se sabía que al pasar este punto, el helio líquido experimenta una transición de fase, pasando de un estado completamente “normal” (llamado helio-I) a un nuevo estado del llamado helio-II, sin embargo, solo Kapitsa demostró que el helio-II fluye (dentro de los errores experimentales) sin fricción.
La teoría del fenómeno del helio-II superfluido fue desarrollada por L. D. Landau (Premio Nobel de Física de 1962).
El descubrimiento de la superfluidez en el helio-III fue la base para la concesión del Premio Nobel de Física de 1996. Este proceso es similar al Par de Cooper  en superconductividad.

## Datos clave
La viscosidad del helio-II medida por los dos experimentos es muy diferente. La medición de la velocidad de salida del helio-II del recipiente a través de una ranura estrecha bajo la acción de la gravedad muestra una viscosidad muy baja. La medición del tiempo de caída de las vibraciones torsionales de un disco sumergido en helio-II muestra una viscosidad mayor que la del helio-I ( 10-6  Pa s ).
El proceso de conducción de calor en el helio-II es muy diferente del proceso de transferencia de calor en un líquido normal: el calor se conduce a través del helio-II y con una diferencia de temperatura arbitrariamente pequeña.

## Modelo de dos fluidos de helio-II
Según el modelo de dos fluidos (también conocido como "modelo de dos componentes"), el helio-II es una mezcla de dos líquidos que se interpenetran: un superfluido y un componente normal. El componente superfluido es en realidad helio líquido, que se encuentra en un estado de correlación cuántica, algo similar al estado de un condensado de Bose (sin embargo, a diferencia del condensado de átomos de gas enrarecido, la interacción entre los átomos de helio en un líquido es bastante fuerte, por lo que la teoría de un condensado de Bose no es aplicable directamente al helio líquido). Este componente se mueve sin fricción, tiene temperatura cero y no participa en la transferencia de energía en forma de calor. El componente normal es un gas de cuasipartículas de dos tipos: fonones y rotones, es decir, excitaciones elementales de un fluido correlacionado cuánticamente ; se mueve con fricción y participa en la transferencia de energía.
A temperatura cero, no hay energía libre en el helio que pueda gastarse en la creación de cuasipartículas y, por lo tanto, el helio se encuentra completamente en un estado superfluido. A medida que aumenta la temperatura, aumenta la densidad del gas de cuasipartículas (en primer lugar, fonones) y disminuye la fracción del componente superfluido. Cerca de la temperatura del punto lambda, la concentración de cuasipartículas se hace tan alta que ya no forman un gas, sino un líquido de cuasipartículas, y finalmente, cuando se supera la temperatura del punto lambda, se pierde la coherencia cuántica macroscópica, y el componente superfluido desaparece por completo. 
Cuando el helio fluye a través de ranuras a baja velocidad, el componente superfluido, por definición, fluye alrededor de todos los obstáculos sin pérdida de energía cinética, es decir, sin fricción. Podría surgir fricción si alguna protuberancia de la ranura generara cuasipartículas que arrastraran el impulso del líquido en diferentes direcciones. Sin embargo, tal fenómeno a bajas velocidades de flujo es energéticamente desfavorable, y solo cuando se excede la velocidad crítica de flujo, comienzan a generarse los rotones.
Este modelo, en primer lugar, explica bien varios fenómenos termomecánicos, mecánicos de la luz y otros observados en el helio-II y, en segundo lugar, se basa firmemente en la mecánica cuántica .
La viscosidad del helio-II, medida por la velocidad con la que sale del recipiente a través de una ranura estrecha bajo la acción de la gravedad, resulta ser muy baja debido al hecho de que el componente superfluido fluye muy rápidamente a través de la ranura sin fricción. La viscosidad del helio-II, medida por la tasa de amortiguamiento de las oscilaciones del disco de torsión, resulta ser distinta de cero debido al hecho de que el componente normal frena su rotación muy rápidamente.
La transferencia de calor en el helio-II se lleva a cabo mediante la propagación de ondas de sonido, transportando energía en una dirección más que en la dirección opuesta. Junto con ellos, se mueve el componente normal, y el componente superfluido, que no transfiere calor, se mueve en dirección opuesta.

## Superfluidez en otros sistemas
Se ha construido un modelo superfluido del núcleo atómico, que describe bastante bien los datos experimentales.
En 1995, en experimentos con gases de metales alcalinos enrarecidos, se alcanzaron temperaturas lo suficientemente bajas como para que el gas pasara al estado de un condensado de Bose-Einstein. Como se esperaba de los cálculos teóricos, el condensado resultante se comportó como un líquido superfluido. En experimentos posteriores, se encontró que cuando los cuerpos se mueven a través de este condensado a velocidades menores que la crítica, no ocurre transferencia de energía del cuerpo al condensado.
En 2000, Jan Peter Thoennis demuestra la superfluidez del hidrógeno a 0,15 K.
En 2004 también se anunció el descubrimiento de la superfluidez en el helio sólido . Sin embargo, estudios posteriores demostraron que la situación está lejos de ser tan simple y, por lo tanto, aún es prematuro hablar sobre el descubrimiento experimental de este fenómeno.
Desde 2004 , con base en los resultados de una serie de trabajos teóricos, se ha asumido que a presiones del orden de 4 millones de atmósferas y superiores, el hidrógeno se vuelve incapaz de pasar a la fase sólida al enfriarse (como el helio a presión normal), formando así un líquido superfluido. Todavía no hay confirmaciones o refutaciones experimentales directas.
También hay trabajos que predicen la superfluidez en un estado de agregación frío de neutrones o quarks . Esto puede ser importante para comprender la física de las estrellas de neutrones y quarks .
En 2005, se descubrió la superfluidez en un gas enrarecido frío de fermiones.
En 2009, se demostró una superfluidez de tipo " supersólido " en un gas de rubidio enrarecido frío.

## Gases atómicos ultrafríos
La superfluidez en un gas fermiónico ultrafrío fue probada experimentalmente por Wolfgang Ketterle y su equipo, quienes observaron vórtices cuánticos en litio-6 a una temperatura de 50 nK en el MIT en abril de 2005. Tales vórtices se habían observado previamente en un gas bosónico ultrafrío utilizando rubidio-87 en 2000, y más recientemente en gases bidimensionales. Ya en 1999, Lene Hau creó tal condensado usando átomos de sodio con el propósito de ralentizar la luz y luego detenerla por completo. Posteriormente, su equipo utilizó este sistema de luz comprimida para generar el superfluido análogo de ondas de choque y tornados:
Estas excitaciones dramáticas dan como resultado la formación de solitones que a su vez se descomponen en vórtices cuantificados —creados fuera del equilibrio, en pares de circulación opuesta— revelando directamente el proceso de descomposición de superfluidos en los condensados de Bose-Einstein. Con una configuración de doble barrera de luz, podemos generar colisiones controladas entre ondas de choque que resultan en excitaciones no lineales completamente inesperadas. Hemos observado estructuras híbridas que consisten en anillos de vórtice incrustados en conchas solitónicas oscuras. Los anillos de vórtice actúan como "hélices fantasma" que conducen a una dinámica de excitación muy rica. -  Lene Hau, Conferencia SIAM sobre ondas no lineales y estructuras coherentes

## Superfluidos en astrofísica
La idea de que existe superfluidez dentro de las estrellas de neutrones fue propuesta por primera vez por Arkady Migdal. Por analogía con los electrones dentro de los superconductores que forman pares de Cooper debido a la interacción de la red de electrones, se espera que los nucleones en una estrella de neutrones a una densidad suficientemente alta y baja temperatura también puedan formar pares de Cooper debido al atractivo de largo alcance. fuerza nuclear y conducen a superfluidez y superconductividad.

## En física de altas energías y gravedad cuántica
La teoría del vacío superfluido (SVT) es un enfoque de la física teórica y la mecánica cuántica en el que el vacío físico se considera superfluido.
El objetivo final del enfoque es desarrollar modelos científicos que unifican la mecánica cuántica (describiendo tres de las cuatro interacciones fundamentales conocidas) con la gravedad. Esto convierte a SVT en un candidato para la teoría de la gravedad cuántica y una extensión del Modelo Estándar.
Se espera que el desarrollo de tal teoría se unifique en un solo modelo consistente de todas las interacciones fundamentales, y describa todas las interacciones conocidas y partículas elementales como diferentes manifestaciones de la misma entidad, el vacío superfluido.
A escala macro, se ha sugerido que ocurre un fenómeno similar más grande en las murmuraciones de los estorninos. La rapidez del cambio en los patrones de vuelo imita el cambio de fase que conduce a la superfluidez en algunos estados líquidos.
La luz se comporta como un superfluido en diversas aplicaciones, como el Punto de Arago. Como el helio líquido mostrado anteriormente, la luz viajará a lo largo de la superficie de un obstáculo antes de continuar su trayectoria. Dado que la luz no se ve afectada por la gravedad local, su "nivel" se convierte en su propia trayectoria y velocidad. Otro ejemplo es cómo un haz de luz viaja a través del agujero de una abertura y a lo largo de su parte posterior antes de la difracción.

## Para más información
- Khalatnikov, Isaac M. (2018). An introduction to the theory of superfluidity. CRC Press. ISBN 978-0-42-997144-0.
- Annett, James F. (2005). Superconductivity, superfluids, and condensates. Oxford: Oxford Univ. Press. ISBN 978-0-19-850756-7.
- Guénault, Antony M. (2003). Basic superfluids. London: Taylor & Francis. ISBN 0-7484-0891-6. Guenault, Tony (28 de noviembre de 2002). 2002 pbk edition. ISBN 9780748408917.
- Svistunov, B. V., Babaev E. S., Prokof'ev N. V. Superfluid States of Matter
- Volovik, G. E. (2003). The Universe in a helium droplet. Int. Ser. Monogr. Phys. 117. pp. 1-507. ISBN 978-0-19-850782-6; hbk edition Volovik, Grigory E. (6 de marzo de 2003). 2003 pbk edition. ISBN 9780198507826.